# Komin słoneczny
Komin słoneczny – urządzenie wspomagające naturalną wentylację (wymianę powietrza) w budynku poprzez wykorzystanie efektu konwekcji powietrza podgrzewanego energią słoneczną. Komin słoneczny był wykorzystywany od wielu wieków, zwłaszcza na Bliskim Wschodzie i w antycznym Rzymie.
W najprostszej formie, komin słoneczny jest po prostu pomalowanym na czarno kominem. W ciągu dnia energia słoneczna ogrzewa komin i znajdujące się wewnątrz powietrze. Podciśnienie między wlotem i wylotem z komina może być wykorzystane do wymuszenia przepływu powietrza i chłodzenia budynku, w którym jest zainstalowany. Na wielu obszarach Ziemi łatwiej jest wykorzystać do tego celu energię wiatru, ale w gorące bezwietrzne dni taki komin zapewni wentylację, której inaczej nie dałoby się osiągnąć.
Zaawansowanym wykorzystaniem tej samej zasady jest tzw. wieża słoneczna -- wysoki komin zbudowany na podstawie zbierającej energię słoneczną (krytej szkłem), wewnątrz zainstalowana jest turbina wiatrowa.

## Komin słoneczny i budownictwo energooszczędne

Ten komin słoneczny powoduje uciekanie z domu ciepłego powietrza i zasysanie powietrza atmosferycznego, które przepływa przez gruntowy wymiennik ciepła, co pozwala na chłodzenie domu bez zużycia energii.

Efekt działania komina słonecznego może być wykorzystywany do wentylacji domu lub biura, do wymuszania przepływu przez gruntowy wymiennik ciepła albo do wentylacji tylko określonej części budynku, np. toalety kompostującej
Naturalna wentylacja jest wdrażana w budynkach poprzez umieszczanie wywietrznika na górnych piętrach, co pozwala by ciepłe powietrze wznosiło się w górę budynku i tam go opuszczało. W tym samym czasie chłodne powietrze jest zasysane na dolnych piętrach. Od strony wywietrzników do poboru powietrza można sadzić drzewa, żeby powietrze pobierane było z obszaru zacienionego.
Naturalna wentylacja może być wspomagana właśnie przez komin słoneczny. Komin musi kończyć się na wysokości wyższej niż poziom dachu i na półkuli północnej musi być zbudowany na południowej ścianie. Zdolność do absorbowania ciepła może być zwiększona przez zamontowanie w ściance komina skierowanej w stronę słońca przeszklenia i użycie materiału dobrze pochłaniającego promieniowanie słoneczne. Duża powierzchnia materiału pochłaniającego ciepło ma większe znaczenie dla wydajności komina niż duża powierzchnia jego przekroju. Ogrzewanie się powietrza wewnątrz komina będzie powodować zwiększenie przepływu powietrza.
W celu dalszego zwiększenia efektu chłodzenia, powietrze zasysane do wewnątrz budynku może być najpierw skierowane przez gruntowy wymiennik ciepła.
Pewną modyfikacją pomysłu komina słonecznego jest koncepcja strychu słonecznego. W gorącym słonecznym klimacie latem powietrze na strychu nagrzewa się do zaskakująco wysokich temperatur. W konwencjonalnym budownictwie stwarza to problem ze względu na zwiększone zapotrzebowanie na energię do klimatyzacji. Łącząc strych z kominem słonecznym gorące powietrze zebrane na strychu może zostać wykorzystane do wykonania pracy, wspomagając komin.

## Wieża chłodnicza

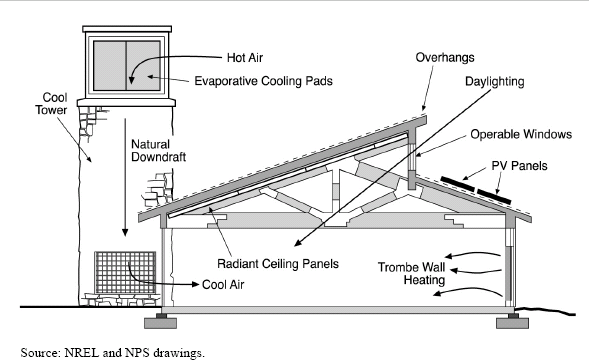
Komin chłodzący powietrze wykonany w budynkach rezerwatu Zion Park USA.

Sposobem na użycie tego urządzenia do chłodzenia jest odparowanie wody u jego szczytu, za pomocą nasączonych wodą powierzchni lub poprzez jej bezpośrednie rozpylanie. Parowanie wody schładza wchodzące powietrze, które następnie jako cięższe spływa w dół do wnętrza budynku. Przepływ tego powietrza może być zwiększony przez zamontowanie komina słonecznego po drugiej stronie budynku.